# Směrnice o řidičských průkazech
Směrnice o řidičských průkazech je předmětem (průběžně novelizované) Směrnice Evropského parlamentu a Rady 2006/126/ES, která stanoví obecný vzor pro řidičské průkazy vydávané členskými státy a zahrnující nepovinné paměťové médium (mikročip).

## Důležité body Směrnice 2006/126/ES
- Snížení možnosti podvodu: Nový průkaz je vybaven mikročipem, na němž jsou uloženy údaje vytištěné na kartě. Zavádí dobu platnosti u průkazů pro řidiče automobilů a motocyklů na 10 až 15 let, což umožní pravidelnou aktualizaci ochranných funkcí a informací o držiteli. Vytváří novou elektronickou síť k usnadnění komunikace mezi vnitrostátními orgány, pokud jde o kontrolu průkazů.
- Zlepšení bezpečnosti provozu na pozemních komunikacích: Zavádí novou kategorii průkazu pro mopedy a vyžaduje povinné teoretické zkoušky předem a zároveň zavádí postupný přístup k silnějším motocyklům. Dále určuje požadavky na zkoušení. Profesionální řidiči musí každých pět let podstoupit lékařskou kontrolu. Stanoví požadavky na kvalifikaci a odbornou přípravu zkušebních komisařů.

## Historie Směrnice 2006/126/ES

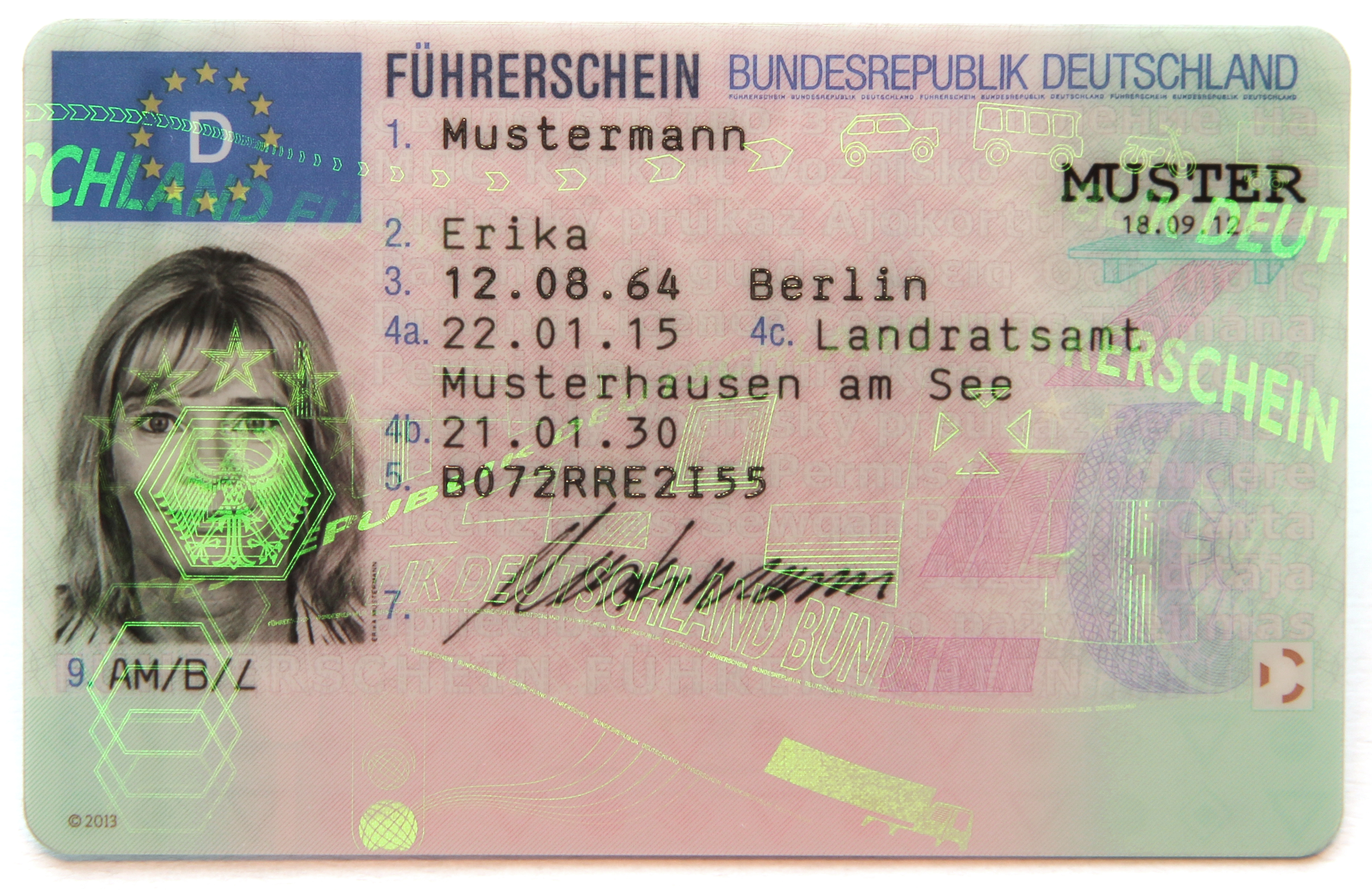
Evropský řidičský průkaz, přední strana

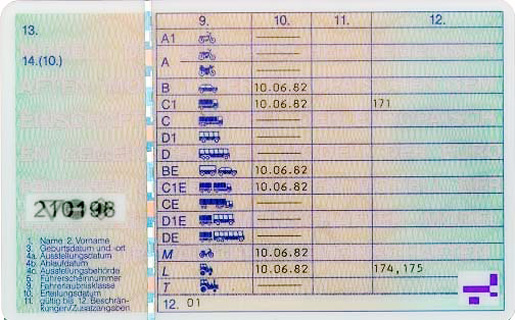
Evropský řidičský průkaz, zadní strana

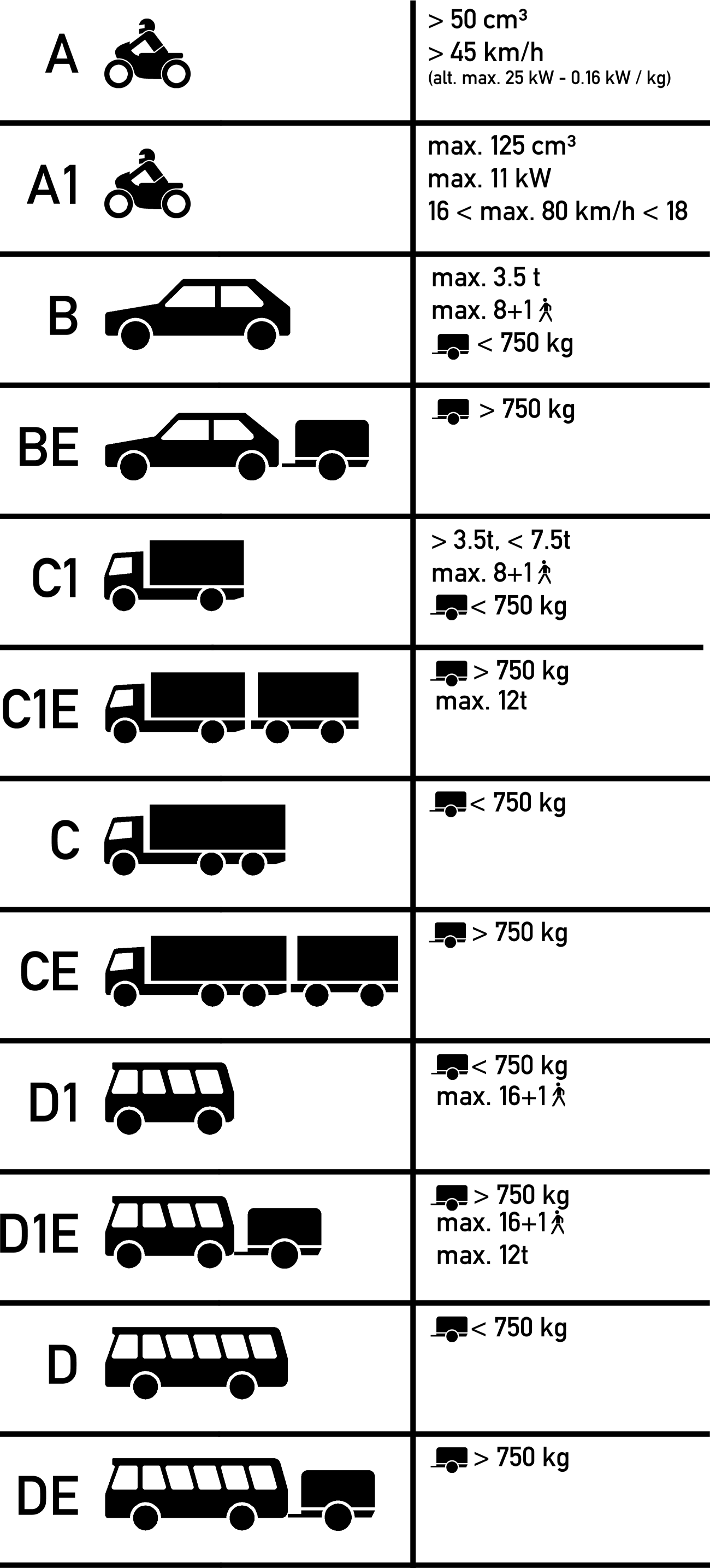
Skupiny řidičského oprávnění

- je novelizací směrnice 91/439/EHS,
- byla změněna Směrnicí Komise 2009/113: zdravotní způsobilost ‒ zrak, diabetes, epilepsie;
- byla změněna Směrnicí Komise 2011/94: vzor EU průkazu;
- byla změněna Směrnicí Komise 2012/36: požadavky na řidiče a vozidla;
- byla upřesněna Nařízením Komise 383/2012, kterým se stanoví technické požadavky týkající se řidičských průkazů, které zahrnují paměťové médium (mikročip).

## Nařízení komise 383/2012
Toto nařízení stanoví technické požadavky týkající se řidičských průkazů, které zahrnují paměťové médium, mikročip) . Původní vydání směrnice 2006/126 předpokládalo nepovinné paměťové médium. Nařízení 383/2012 požaduje respektování mezinárodních norem ISO/IEC, např.: 
- rozhraní paměťového média, organizace a příkazy;
  - strojově čitelné technologie, 18013-2;
  - kontaktní karty, 7816;
  - bezkontaktní karty, 14443;
- identifikátory aplikací, 7816-5;
- mechanismy ochrany údajů, 18013-3;
- logická datová struktura, 18013-2;
- uvádění povinných/nepovinných údajů, 18013-2;
- pasivní autentizace, 18013-3;
- omezení přístupu, 18013-3;
- osvědčení o bezpečnosti (Evaluation Assurance Level, EAL)
- osvědčení o funkčnosti, 10373.

## Skupiny řidičského oprávnění
Skupina řidičského oprávnění určuje, pro kterou skupinu motorových vozidel či jízdních souprav je řidičské oprávnění platné. Pro oblast EU toto určovala Směrnice 91/439/EHS, později Směrnice 2006/126/ES. Pro oblast ČR je toto vymezení zapracováno do zákona č. 361/2000 Sb., o pravidlech provozu na pozemních komunikacích.

## ISO/IEC 18013
Nařízení 383/2012 požaduje respektování mezinárodních norem ISO/IEC, zejména ISO/IEC 18013: Information technology ‒ Personal identification ‒ ISO-compliant driving licence (Informační technologie ‒ Identifikace osob ‒ Řidičský průkaz splňující ISO). 
Jednotlivé části souboru jsou:
Part 1: Physical characteristics and basic data set (Fyzikální charakteristiky a základní datový soubor);
Part 2: Machine-readable technologies (Strojově čitelné technologie);
Part 3: Access control, authentication and integrity validation (Řízení přístupu, autentizace a validace integrity);
Part 4: Organization, security and commands for interchange (Organizace, bezpečnost příkazy pro výměnu);
Part 5: Mobile Driving Licence (mDL) application (Aplikace řidičský průkaz pro mobilní zařízení) (připravuje se).

## Elektronický řidičský průkaz na chytré kartě
Technické podrobnosti upravuje ISO/IEC 18013, části 1 až 3:
- čipová karta kontaktní/bezkontaktní,
- technologie odvozená od elektronických pasů,
- bezpečnostní mechanizsmy pro řízený přístup k zaznamenaným datům,
- validace autenticity a integrity,
- možnost použití off-line,
- interoperabilita.

## Elektronický řidičský průkaz v mobilu
Technické podrobnosti upravuje ISO/IEC 18013, část 5:
- mobilní zařízení: chytré telefony, tablety;
- 2fázové bezkontaktní spojení:
- připojení zařízení (NFC, QR kódy),
- přenos dat (Bluetooth LE, NFC, čárové kódy),
- validace autenticity a integrity;
- možnost použití off-line,
- minimalizace dat;
- interoperabilita.

## Použitá literatura
- Směrnice Rady 91/439/EHS o řidičských průkazech
- Směrnice Evropského parlamentu a Rady 2006/126/ES o řidičských průkazech (viz https://eur-lex.europa.eu/)
- Směrnice Komise 2009/113/ES, kterou se mění směrnice Evropského parlamentu a Rady 2006/126/ES o řidičských průkazech
- Směrnice Komise 2011/94/ES, kterou se mění směrnice Evropského parlamentu a Rady 2006/126/ES o řidičských průkazech
- Směrnice Komise 2012/36/EU, kterou se mění směrnice Evropského parlamentu a Rady 2006/126/ES o řidičských průkazech
- Nařízení Komise (EU) 383/2012, kterým se stanoví technické požadavky týkající se řidičských průkazů, které zahrnují paměťové médium (mikročip)
- Podrobnosti k dokumentům EU: https://eur-lex.europa.eu/homepage.html?locale=cs -- (zadat 2006/126, 2009/113, 2011/94, 2012/36, 383/2012)
- Podrobnosti k dokumentům "ISO/IEC 18013-X": https://www.iso.org/obp/ui/ -- (zadat 18013-1, 18013-2, 18013-3, 18013-4)
- Vyhláška č. 31/2001 Sb., o řidičských průkazech a o registru řidičů (úplné znění)
- Řidičský průkaz na kartě a v telefonu – Terminologie, DPS-AZ, 6/2019 (připravuje se)